# Pseudoxenodon macrops
Pseudoxenodon macrops е вид змия от семейство Смокообразни (Colubridae). Видът не е застрашен от изчезване.

## Разпространение и местообитание
Разпространен е във Виетнам, Индия, Китай, Лаос, Малайзия (Западна Малайзия), Мианмар, Непал и Тайланд.
Обитава гористи местности и плата в райони с тропически и субтропичен климат.